# メタキシリレンジアミン
m-キシリレンジアミン（英: m-Xylylenediamine）は、m-キシレンの各メチル基にアミン基が結合した化合物である。

## 用途
合成樹脂原料、有機合成化学の中間体や、エポキシ樹脂の硬化剤として使用される。

## 安全性
日本の消防法では危険物第4類第3石油類に区分される。皮膚への刺激性がある。